# 石油輸出国機構
石油輸出国機構（せきゆゆしゅつこくきこう、英: Organization of the Petroleum Exporting Countries、略称：OPEC（日本語発音：オペックopec、アメリカ英語発音：[ˈoʊpek] オウペク））は、国際石油資本などから石油産出国の利益を守ることを目的に設立された組織である。
1960年にイラクの提案でイラン、クウェート、サウジアラビア、ベネズエラの5か国によって結成された。後に加盟国は増加し、また脱退した国もあり、現在では原加盟5か国の他にリビア、アラブ首長国連邦、アルジェリア、ナイジェリア、ガボン、赤道ギニア、コンゴ共和国の7か国を加えた12か国となっている。
1970年代には石油の価格決定権を国際石油資本より奪い、2度のオイルショックを引き起こしたが、1986年からは石油価格の決定権は自由市場へと移ったこともあり、現在では価格統制力はそれほど強いものではない。なお、オーストリアは加盟国ではないものの、石油輸出国機構の本部は首都ウィーンに設置されている。2016年には非加盟国との協定でOPEC+に拡大した。

## 目的と組織
石油輸出国によって結成され、輸出国の利益を守ることを主な目的とする。2023年12月現在では12か国が加盟している。
当初の設立目的は、アメリカ合衆国、イギリス、オランダなどの国から発祥した国際石油企業に対抗して産油国の利益を守るためであった。また1970年代から1980年代半ばにかけては実際に石油価格に大きな影響を及ぼしたためにカルテル的要素が強いと考えられているが、実際には必ずしもOPECの思うように石油価格を定められるような実効力は持ち合わせていない。これはOPECが対等な主権国家の連合体であり、営利企業に比べて加盟国間の足並みをそろえることが難しいうえ、生産調整を強制したり、抜け駆け増産を罰する仕組みも存在していないためである。このカルテル形成能力の弱さはOPEC設立期から続く弱点であり、本来ならば1970年代のように一時的にでも石油価格を統制することは困難であったと考えられているが、それまで実際に強力な石油カルテルを形成していた国際石油資本に対抗する関係上、一時的に加盟国すべてが協調する機運が高まったこと、1970年代のOPECの原油生産量は世界生産の60%近くに達していた上に非加盟国の原油生産が頭打ちになっていたこと、それまで国際石油資本が形成していたカルテルをOPECが奪取した以上、OPECもまた国際石油資本と同様のカルテル形成能力を保持していると思われたことなどにより、10年以上にわたってまがりなりにもカルテルを形成できていたと考えられている。
しかし第2次オイルショック後、石油の供給過剰や非加盟国での油田開発によるシェアの減少、減産強制システムの不在によってカルテル形成能力の弱さが露呈した。最大の産油国であるサウジアラビアが減産を引き受けることである程度の調整が可能となったためしばらくカルテルは延命したが、この負担に耐えかねたサウジアラビアが減産を放棄したことで、1986年を最後にOPECは原油の価格統制力を失うこととなった。ただし2007年においてもOPECは全世界の原油生産量の42%、石油埋蔵量の3分の2を占め、石油供給の鍵を握る存在である。このため、生産の調整などによって原油の価格に影響を及ぼすことができる存在となっている。価格を吊り上げる形でのカルテル形成能力は弱いが、緊急時に減産を行って暴落を防ぐ形のカルテル形成能力は一定程度保持しており、2008年のサブプライム住宅ローン危機における一時的な暴落の時には減産を繰り返すことで暴落に歯止めをかけている。また、加盟各国の代表的な原油の価格を加重平均した数値をOPECバスケット価格として発表しており、原油価格の重要な指標となっている。
OPECの最高決定機関は、全加盟国が参加する総会である。総会は6月と12月の年2回開かれるほか、緊急案件のある場合には臨時に開くことも可能である。加盟国の4分の3以上の参加によって開くことができ、全会一致によって決議となる。機構維持のための拠出金は石油産出量にかかわらず各国同額とされているが、これは生産量の少ない加盟国の不満の種となっており、過去にこれを不服として1992年のエクアドルおよび1995年のガボンの2か国が脱退している。ただし、2007年にはエクアドルが、2016年にはガボンがOPECの加盟国として復帰した。加盟国内で最大の石油産出量および埋蔵量を誇るサウジアラビアの発言力が大きくリーダー的存在となっているが、加盟国に決定を強制するシステムが存在しないためその指導力は弱いものであり、しばしば加盟国が減産の決定に従わないことがある。

## 加盟国

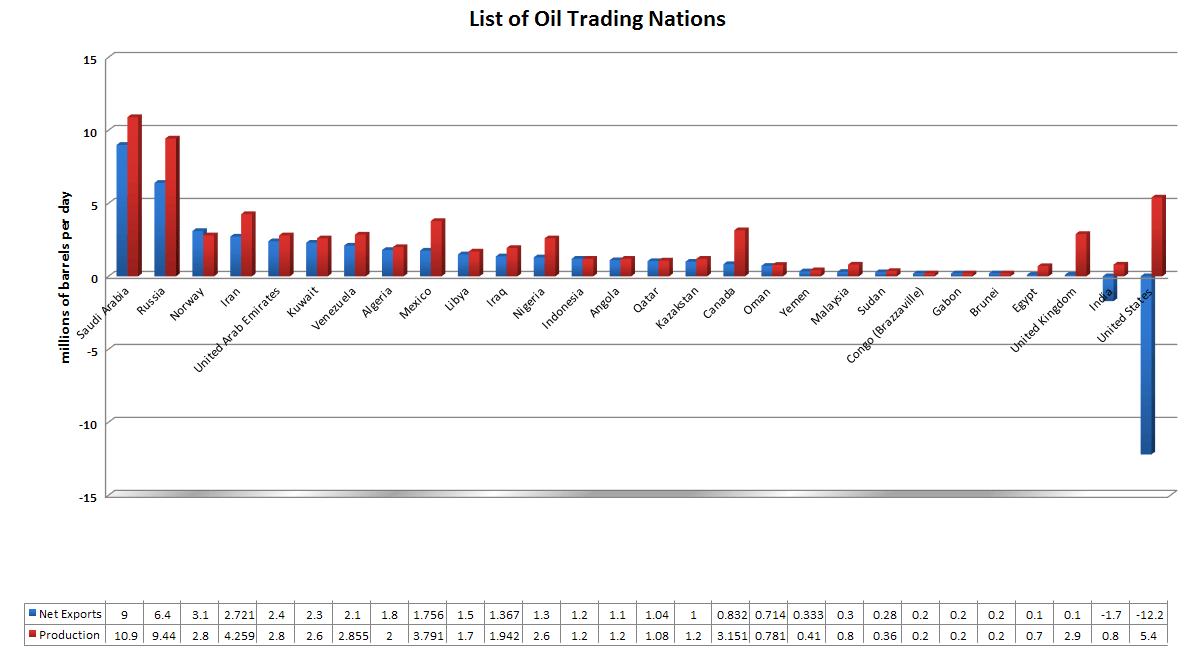
加盟国とインド・イギリス・アメリカの石油産出量(赤)と輸出量(青)。

2023年12月現在、12か国が加盟している。
- イラク 1960年（原加盟国）
- イラン 1960年（原加盟国）
- クウェート 1960年（原加盟国）
- サウジアラビア 1960年（原加盟国）
- ベネズエラ 1960年（原加盟国）
- リビア 1962年
- アラブ首長国連邦 1967年
- アルジェリア 1969年
- ナイジェリア 1971年
- ガボン 2016年（再加盟、前加盟期間1975年 - 1995年）
- 赤道ギニア 2017年
- コンゴ共和国 2018年

### 加盟国データ
| 国               | 地域       | 加盟年                 | 人口 (2015年) | 国土面積 (km2) | 石油生産量 (バレル/日、2022年) | 確認埋蔵量 (バレル、2022年) |
| ---------------- | ---------- | ---------------------- | ------------- | -------------- | ------------------------------ | --------------------------- |
| アルジェリア     | アフリカ   | 1969年–                | 39,542,166    | 2,381,740      | 1,020,000                      | 12,200,000,000              |
| ガボン           | アフリカ   | 1975年–1994年、2016年– | 1,705,336     | 267,667        | 190,000                        | 2,000,000,000               |
| イラン           | 中東       | 1960年–                | 81,824,270    | 1,648,000      | 2,550,000                      | 208,600,000,000             |
| イラク           | 中東       | 1960年–                | 37,056,169    | 437,072        | 4,450,000                      | 145,020,000,000             |
| クウェート       | 中東       | 1960年–                | 2,788,534     | 17,820         | 2,710,000                      | 101,500,000,000             |
| リビア           | アフリカ   | 1999                   | 6,411,776     | 1,759,540      | 980,000                        | 48,360,000,000              |
| ナイジェリア     | アフリカ   | 1971年–                | 181,562,056   | 923,768        | 1,140,000                      | 36,970,000,000              |
| サウジアラビア   | 中東       | 1960年–                | 27,752,316    | 2,149,690      | 10,590,000                     | 267,190,000,000             |
| アラブ首長国連邦 | 中東       | 1967年–                | 5,779,760     | 83,600         | 3,060,000                      | 113,000,000,000             |
| ベネズエラ       | 南アメリカ | 1960年–                | 29,275,460    | 912,050        | 720,000                        | 303,220,000,000             |
| OPEC総計         | OPEC総計   | OPEC総計               | 707,380,083   | 14,027,213     | 26,360,000                     | 1,243,520,000,000           |
| 世界総計         | 世界総計   | 世界総計               | 7,256,490,011 | 510,072,000    | 72,800,000                     | 1,564,440,000,000           |
| OPECの割合       | OPECの割合 | OPECの割合             | 10%           | 3%             | 39.69%                         | 79.49%                      |

1. 1 2 3 4 5  この5か国はOPECの創立メンバーであり、1960年に最初のOPEC総会に出席した。
2. ↑  アラブ首長国連邦は1971年12月に建国されており、OPECの加盟権はアラブ首長国連邦の構成国であるアブダビ首長国から継承したものである。

### OPEC+（OPECプラス）
2025年3月現在、11か国が加盟している。
- アゼルバイジャン
- バーレーン
- ブラジル
- ブルネイ
- カザフスタン
- マレーシア
- メキシコ
- オマーン
- ロシア
- スーダン
- 南スーダン

### 元加盟国
- インドネシア (1962年 - 2008年、2016年）
- カタール （1961年 - 2019年）[14]
- エクアドル （1973年 - 1992年、2007年 - 2020年）[15]
- アンゴラ（2007年- 2023年）[16]

## 歴史

### OPEC設立

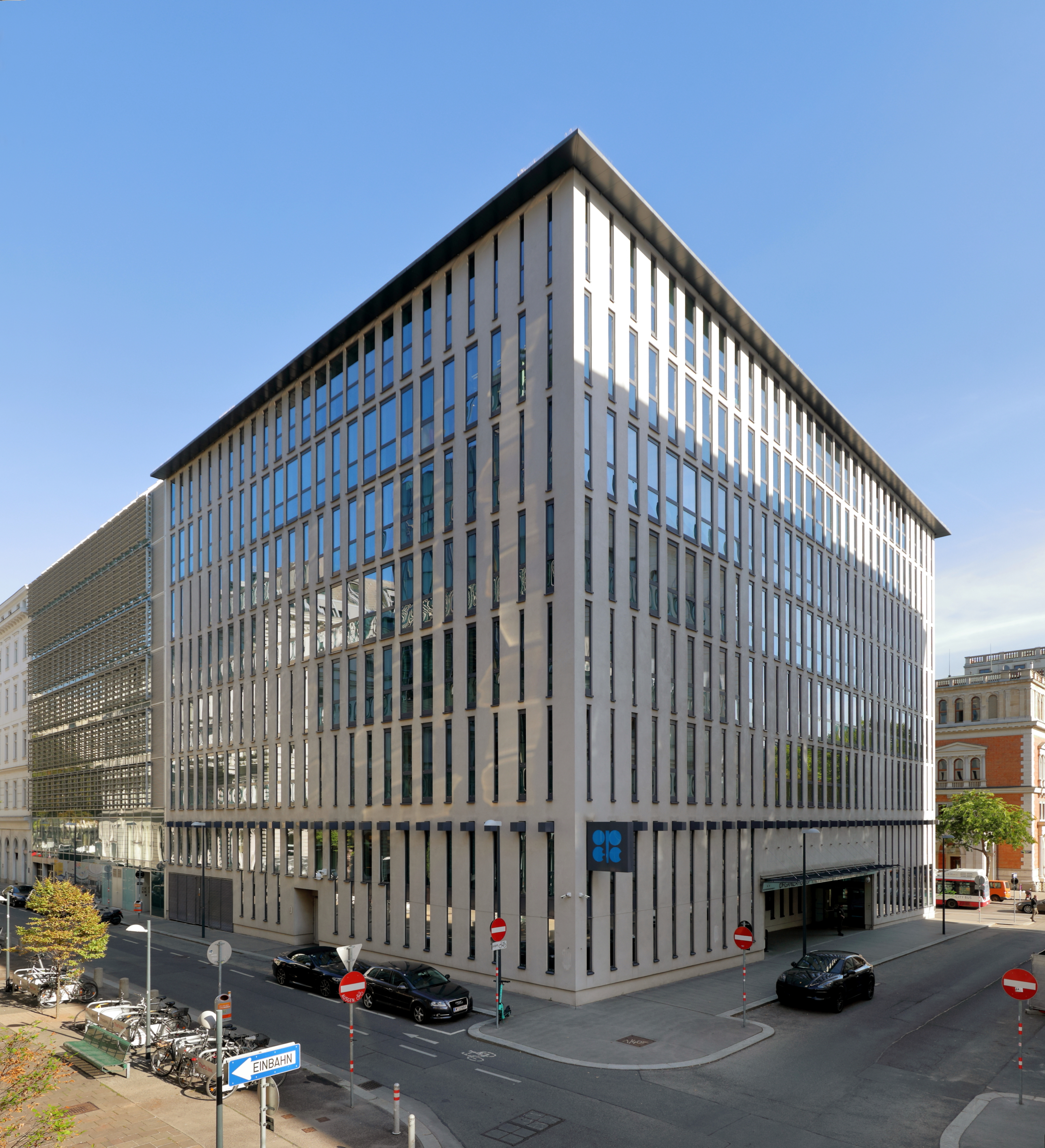
オーストリア・ウィーンにあるOPECの本部。

第二次世界大戦後、世界の石油生産は石油メジャーと呼ばれる7つの巨大企業がその大部分を掌握しており、強固なカルテルを結成して莫大な利益を上げていた。これにより原油の価格は安値で安定を見せており、先進各国の復興と経済成長に大きな役割を果たしたが、これに対し、実際に油田を持っている産油国には半分程度の利益しか入ってこなかった。しかし1950年代より第三世界にナショナリズムの波が押し寄せ、資源の利益を先進国の資本から開発途上国政府へと取り戻す、いわゆる資源ナショナリズムが盛り上がりを見せるようになってきた。また石油メジャー以外の中小石油会社やソビエト連邦のような社会主義国の石油生産も増大していき、メジャーの石油支配が綻びを見せるようになってきていた。
1950年代後半、石油産業の改革に関心が強かったベネズエラ大統領ロムロ・ベタンクールの意向を受けた鉱山炭化水素大臣ペレス・アルフォンソは、南米と中東の石油産出国を団結させる協定を構想する。
1959年2月、石油を寡占していた国際石油資本（石油メジャー）が、産油国の了承なしに原油公示価格の引き下げを発表すると、これに強い不満を抱いた産油国はアラブ連盟第1回アラブ石油会議をカイロにて開催して、国際石油資本に対して原油価格改訂時の事前通告を要求するが受け入れられなかった。またこの会議には、アラブ連盟のほかイランとベネズエラも招かれて参加していた。
その会議の際に、ペレス・アルフォンソはジャーナリストのワンダ・ジャブロンスキーの仲介でサウジアラビアの石油鉱物資源大臣アブドゥッラー・アッ＝タリーキーと会談して、自分の考えていた協定について合意を求めた。石油メジャーが廉価で大量の原油を産出していたため、産油国の利益が少ないと考えていたタリーキーは、その求めに応じて合意した。後日、カイロにアラブの石油産出国の代表者を呼んで、その協定についての非公式な会合を開き、その非公式な協定について各国の署名を得た。
1960年8月、石油メジャーが再び価格の引き下げを行うと、石油産出国はそれに反発し、1960年9月14日、イラクのアブドルカリーム・カーシムの呼びかけに応じてイラク、イラン、クウェート、サウジアラビア、ベネズエラの5か国の代表がバグダードに集まり、中東地域の産油国を中心として、石油輸出国機構を設立した。本部は当初スイスのジュネーブに置かれた が、のちにウィーンへと移転した。また加盟国も徐々に増加し、1961年にはカタール、1962年にリビアとインドネシア、1967年にアブダビ首長国（1971年にアラブ首長国連邦に参加したため以後同国が加盟権を受け継ぐ）、1969年にアルジェリア、1971年にナイジェリアが加盟し、石油産出量におけるシェアが拡大していった。またこれに伴い、OPECは石油メジャーと対抗できる実力を備えつつあった。

### カルテル化とオイルショック
1970年代に入ると、OPECは石油メジャーに対して攻勢に立つようになった。1971年2月のテヘラン協定、3月のトリポリ協定でOPECは原油価格を石油メジャーと協議して決定することに成功し、これ以後しばらくは石油価格はOPECと石油メジャーとの協議により決定されることとなった。またこの協定により、原油価格を値上げする方向性を打ち出す。1972年のリヤド協定により、原油開発事業そのものも石油メジャーから産油国への権利委譲を促すことが合意される。すでにリビアのムアンマル・アル＝カッザーフィーが1970年に自国で油田の国有化を行っていたが、この協定以降国有化の流れは急速に強まり、同年中にイラクとアルジェリアが石油の国有化を行い、加盟各国もこれに追随する動きを見せた。これらの決定により原油価格の決定権が徐々に、国際石油資本から石油輸出国機構加盟の産油国側へと移ることになった。また、1973年にはエクアドルが新たに加盟した。
OPECが完全に石油価格の決定権を握ったのは、1973年の第1次石油危機においてである。1973年10月に第四次中東戦争が勃発すると、10月16日にはクウェートに集まったOPECの中東6か国が原油価格を70%引き上げ、さらに翌10月17日にはアラブ石油輸出国機構（OAPEC）がイスラエルを支持する西側諸国を標的に生産削減と石油禁輸を実行。1973年12月には、OPECは更に130％の値上げを実行し、原油価格は10月以前に比べて約4倍になった（1バレル1.90ドルから9.76ドルへ）。これによって原油価格の暴騰と、原油の不足が発生し、オイルショックと呼ばれる経済の混乱が起きた。これによってOPECはその存在感を世界中に示した。さらに加盟国内の油田、石油パイプライン、石油精製設備の国有化をすすめ、石油メジャーの影響力をさらに排除する。先の値上げにおいてOPECは石油メジャーに何の相談も行わず、以後、石油価格は完全にOPECが決定することとなった。またこの原油値上げによってOPEC加盟国に流れ込む原油収入は激増し、加盟各国は好景気に沸くこととなった。またこの膨大な原油収入は加盟各国の政治発言力を増大させ、オイルマネーとよばれる巨額の資金を世界の金融市場にもたらすこととなり、OPECの影響力もさらに強大なものとなっていった。

### 絶頂期と本部襲撃事件
1974年に入ると石油禁輸は終了し、それに伴いオイルショックも終息したものの、原油価格は下がらなかった。OPECは完全に原油価格の主導権を握り、カルテル化した。そして、その後も原油価格を少しずつつり上げ続けた。このころOPECの主導権を握ったのが、世界最大の原油生産国であるサウジアラビアである。サウジアラビアはアハマド・ザキ・ヤマニ石油相の指揮の下、OPEC内の利害関係を調整し、また原油需要に応じて自国の原油生産高を調整させることで需要と価格を統制し続けた。1975年にはガボンも加盟し、加盟国は13か国にまで拡大した。前述の国有化の流れはさらに加速し、ベネズエラがベネズエラ国営石油会社を、カタールがカタール・ペトロリアムを、クウェートがクウェート石油公社を、アブダビ首長国がアブダビ国営石油を設立して相次いで石油国有化を行い、そして1980年には最大の産油国であるサウジアラビアがサウジアラムコを完全国有化したことで、石油メジャーの影響力はほぼ消滅した。
1975年12月21日に、ベネズエラ人のカルロスら6人のテロリストが閣僚会議開催中のOPEC本部を襲撃し、警備の警官と銃撃戦の後、ヤマニなど各国代表ら石油大臣8名を人質にとった。テロリスト側はオーストリア当局を相手に交渉を開始したが、その後OPEC側はテロリストの全ての要求を受け入れた。カルロスらはその後用意された飛行機でアルジェリアへ逃走したが、アルジェリア当局にほとんどの身代金を没収された。
その後も、1976年にサウジアラビアとイランやイラクとが対立して、サウジとアラブ首長国連邦が5%、イランやイラクが10%値上げをする などいくらかの対立はあったものの、1977年にはサウジ・アラブ首長国連邦の値上げによって統一価格が復活し、1978年後半まではおおむねOPECの市場支配は揺らがなかった。

### 第2次オイルショック
1978年10月に、大産油国であるイランで政情悪化によるストライキが起き、石油価格が暴騰した。これに伴い、OPECも10%の値上げを決定した。その後、1979年1月にはイラン革命が勃発し、国王モハンマド・レザー・パフラヴィーがエジプトへ亡命（同地で死去）。これと、アメリカの石油需要の急拡大によって石油価格はさらに暴騰した。これを受けてOPECは価格を調整しようとしたが、日々価格が暴騰する情勢下で統一価格を維持することは不可能であり、合意の形成に失敗。原油価格はとめどなく上がり続けた。第二次オイルショックである。この状態は1980年まで続き、その後も石油価格は高値を続けた。

### 1980年代・カルテルの崩壊

1987年5月からのイギリス・北海ブレント原油スポット価格の推移。ドル建て、青線は実際の価格、赤線は2011年11月を基準とした物価(CPI-U)を考慮した実効価格である。2003年からの急騰、2009年の一時的な暴落とその後の再急騰、そして2014年以後の大暴落が読み取れる

こうした状況は、1982年ごろから変化する。オイルショック後、先進諸国の石油備蓄の拡大、代替エネルギーへの転換の促進、北海油田やメキシコなどの非石油輸出国機構の産油量の増大などで供給過剰感が増大し、原油価格は低下し始めた。さらにOPECの強制力が弱いことが露呈したため、生産調整や原油価格設定を巡る足並みが乱れ、多くの加盟国が減産に従わない状況になった。こうした状況で減産を一手に引き受けたのが主導国であり最大産油国でもあるサウジアラビアであり、同国の減産によってOPECの価格統制力はなんとか維持される状況が続いた。しかしその結果サウジアラビアの産油量は1980年の1000万バレルから1985年には200万バレルにまで急減し、これに耐えかねたサウジアラビアは1985年12月に減産を放棄して増産を開始した。その結果1985年12月から1986年にかけて原油価格が6分の1になる大暴落が発生し、OPECは価格の支配力を大幅に減退させた。そして1986年、サウジアラビアが原油の公示価格制を放棄し、OPECが原油価格を決定できる時代は終わりを告げた。そのかわりに、OPECは指標として加盟諸国の代表的な原油価格を加重平均した数値を1987年より発表するようになった。これはOPECバスケット価格と呼ばれ、原油価格の重要な指標となった。

### 湾岸戦争とOPECの衰退・1990年代
1986年12月にはサウジアラビアの提案でOPECは生産上限と標準価格を設定し（18ドル体制）、このため1987年には原油価格はやや持ち直したものの、これを見た加盟各国が増産を行ったため、1987年末からは再び原油価格は下落に転じ、以後も生産枠設定によって一時価格が持ち直すものの加盟国の横紙破りによる増産によって値崩れするというパターンは継続した。そして、この状況にイラン・イラク戦争を終結させたばかりで不況にあえぐイラクが不満を募らせていった。1988年12月の総会でも生産上限が設定され価格は持ち直したものの、アラブ首長国連邦とクウェートがこれを無視して増産したため価格は再び低落した。1990年2月以降、イラクはこの2国を激しく非難しOPECの生産枠を順守するよう求めたが、OPECは2国にこれを守らせることができず、増産は続いた。イラクの非難は強まる一方であったが、クウェートとアラブ首長国連邦はこれを全く無視し、対立は頂点に達した。こうして1990年8月2日、イラクはクウェート侵攻を行い同国全土を支配下に置いた。湾岸戦争の勃発である。この戦争によってクウェート、イラク、サウジアラビアといった大産油国の油田地帯が危機にさらされたため、皮肉にも一時的に原油価格は上昇した。しかし1991年2月28日に湾岸戦争が終結すると、再び原油価格は下落した。この原油安は1990年代を通じて続き、OPECの影響力は減退した。またOPECの機能不全や協調減産に対し不協和音が大きくなっていき、1992年にはエクアドルが、1994年にはガボンが脱退した。

### 2000年代・石油価格の暴騰とOPECの復権
ところが、1999年に全加盟国が協調して生産調整を行い、これによって原油価格を引き上げることに成功した。2000年代にもこの協調は続き、原油価格は上昇の兆しを見せ始めた。しかし、2003年のイラク戦争を契機に、原油価格は上昇の速度を速めていった。不安定な中東情勢やBRICS諸国など新興国の需要増大によって原油価格は高騰し、OPECの影響力も再び強まってきた。2006年には価格低落の懸念から計日量170万バレルの減産を行った ものの、2007年ごろにはOPECの想定値をはるかに越えた原油価格となったため、価格を安定化させるために増産が求められるようになってきた。2007年には32年ぶりの新規加盟国としてアンゴラが加盟し、またエクアドルが再加盟した。2007年3月のOPEC総会では原油生産量は日量2580万バレルで据え置かれた。しかし原油の高騰はさらに続き、過去最高値を更新する中で増産圧力はさらに増していき、同年9月の総会では日量50万バレルの増産が決定された。しかし市場はこの小規模な増産では不足していると受け止めたため、翌日の原油価格は再び過去最高値を記録した。OPECはこの石油価格暴騰はドル安や投機資金の流入によるもので石油供給は十分なものであると判断していたため、以後も原油増産には消極的な姿勢を取りつづけた。こうした中原油価格はさらに暴騰し、2008年1月2日にはついに1バレル100ドルを突破した。OPECはこの後も2008年中の原油暴騰期を通じ増産をすることはなく、加盟国であったインドネシアが石油生産量の減少によって同年OPECを脱退した こともあって原油価格は天井知らずとなり、6月30日には1バレルが147ドルにまで達した。
しかしその後、サブプライム住宅ローン危機に端を発する不況によって原油価格は一時的に暴落に転じ、OPECはこれを受けて9月10日に日量52万バレルを減産、10月24日には日量150万バレルの減産を決定し、12月17日には日量220万バレル減産で合意する など矢継ぎ早に減産を実施し、原油価格の高値維持に努めた。こうしたことから原油価格は12月19日に33ドル台をつけた のち上昇に転じ、アラブの春の影響で複数の産油国が政情不安に陥ったこともあり、2011年には再び1バレル100ドルを突破するなど、暴騰状態に戻った。

### 2014年以降のシェールガス革命と油価暴落
こうした暴騰状態は2014年まで継続したものの、1980年代と同じく石油価格の上昇による非加盟国での原油の大増産が起き、一方で新興国の経済成長は鈍化したため石油の消費量の伸びも鈍り、徐々に原油は過剰な状態となっていった。今回は特にアメリカにおけるシェールガス革命と呼ばれるタイトオイルの増産が著しく、2014年の秋頃からのこの影響で原油価格が下がりはじめ、2015年にはWTIが従来の半分近い価格にまで急激に下落した。そのような状況にもかかわらず、2014年のOPEC総会においてはシェールガスに対抗するため日量3000万バレルの生産量の据え置きを決定し、価格競争に踏み切ったために暴落傾向はさらに加速した。OPECが価格競争に踏み切った背景には、シェールガスの生産コストの高さがある。シェールガスは新技術の開発によって商業的生産が可能となったものの生産コストは高く、産油国が価格競争を仕掛けた場合コストに耐えられずに生産を休止すると考えられたためである。実際、全体的に規模の小さな企業の集合体である米シェール産業は一時大打撃を被った。
しかしながら、産油国においても生産コストは一様ではなく、湾岸諸国など良質な油田に恵まれた地域では生産コストが非常に低く価格競争には耐えられるものの、それ以外の生産コストが高い地域においては原油価格の低迷は採算の悪化を意味したため、加盟国の経済に大きな打撃を与えた。2015年の年末には、2014年6月に比べ価格はわずか33%の36ドルにまで下落してしまった。さらにその後もOPEC内の足並みはそろわず、一部加盟国が増産するなどOPEC全体として減産できず在庫過剰状態となっていた。2015年12月には再び大産油国となったアメリカが40年ぶりに原油輸出を解禁する動きを見せ、2016年1月イランの核開発問題に関連した欧米諸国の経済制裁の解除によりイランの石油輸出が本格的に再開し、一段と在庫過剰状態となった。

### 2017年以降の減産とOPEC+設立
原油暴落は長期化の様相を見せ始め、石油収入に歳入の大部分を頼る加盟各国の経済悪化が鮮明になってきたため加盟国は姿勢を転換させ、2016年11月30日、ウィーンの本部で開いた総会で、原油生産を減らすことで約8年ぶりに合意した。非加盟のロシア含む10か国も同調する方針で、主要産油国がそろって低迷する原油価格の押し上げを目指す形となった。このOPECと非加盟国の協定はOPEC+と呼ばれる。2019年7月より常設化されることになる。
しかし、産油国の足並みは揃わず、インドネシアは減産不参加により、2015年11月の再加盟決定から1年でメンバーシップ停止となった 。一方で、ガボンが22年ぶりに再加盟を果たし、加盟国は13か国となった。2017年には赤道ギニア、2018年にはコンゴ共和国が加盟したが、カタールが天然ガス生産に注力することを理由に2019年1月1日をもって脱退し（本質はカタール外交危機にあるともされる）、またエクアドルは財政の持続可能性に関連した課題に対応するために2020年1月1日をもって脱退して、加盟国は13か国となった。OPEC+内で複数の減産合意がなされ、2017年から2019年は5,60ドルで推移した。
2020年3月初旬の減産延長合意に失敗。同6日、OPEC+の会合で追加減産を拒否したロシアと対立したサウジアラビアのエネルギー相であるアブドルアジズ・ビン・サルマン王子は「今日という日を後悔するだろう」と述べ、増産を表明して1991年の湾岸戦争以来最大の原油価格の暴落を引き起こし、以後、価格と生産をめぐって争う「石油価格戦争」「原油価格戦争」と呼ばれる様相を呈した。原油先物のWTIでは史上初のマイナスも記録する異常事態であった。新型コロナウイルスの感染拡大による需要激減とも相まった価格崩壊の威力は増産により力をつけていたアメリカにとっても非常に大きく、エクソンモービルなど石油メジャーは投資縮小と減産を相次ぎ表明。シェール企業の破綻が相次いだ。
4月14日に減産合意して価格回復を見せたが、新型コロナウイルスの影響で40ドル程度にとどまった。年末には需要復調の兆しが見えたため、減産措置を続けるも縮小で合意した。2021年には需要が回復し、価格も10月に2014年以来となる80ドルになるように上昇したことで、徐々にではあるが増産に転じた。逆に原油価格上昇も含む世界的なインフレーションが起き始め、ジョー・バイデン米大統領から追加増産を要求されたが、需要変動への懸念から応じなかった。

### 2021年エネルギー危機
新型コロナウイルスの沈静化による需要増や、脱炭素社会などを見据えての投資縮小による生産障害、2021年末からのロシア・ウクライナ危機により、原油価格は高騰し始めた。OPECと米シェール企業の会合では、将来的な価格下落を懸念して即増産に応じないという点で協調した。
2月下旬にはウクライナ侵攻が始まり、原油価格はさらに上昇。3月6日には2008年以来の最高値となる一時130ドルを記録した。ロシアに対し経済制裁を行う西側諸国は、産油国に増産を働きかけたが、OPEC+は原油相場の激しい値動きを「ファンダメンタルズでなく、進行中の地政学的な展開によるものだ」と表明し、従来通りの小幅増産を維持した。IEA加盟国による備蓄放出や中国国内の新型コロナウイルス感染再拡大により、その後3か月程度は100-110ドル付近に収まった。

## 非OPEC産油国
OPECの最小生産国ガボンを超える生産国、(   ) 内は生産量（千バレル/日、2015年、BP統計より）
- アメリカ合衆国 (12,704)
- カナダ (4,385)
- メキシコ合衆国 (2,588)
- アルゼンチン共和国 (637)
- ブラジル連邦共和国 (2,527)
- コロンビア共和国 (1,008)
- アゼルバイジャン共和国 (841)
- カザフスタン共和国 (1,669)
- ノルウェー王国 (1,948)
- ロシア連邦 (10,980)
- トルクメニスタン (261)
- グレートブリテン及び北アイルランド連合王国（イギリス）(965)
- エジプト・アラブ共和国 (723)
- オーストラリア連邦 (385)
- 中華人民共和国 (4,309)
- インド (876)
- マレーシア (693)
- タイ王国 (477)
- ベトナム社会主義共和国 (362)